# Дальвикюрбиггд
Дальвикюрбиггд (исл. Dalvíkurbyggð, исландское произношение: [ˈtaːlˌviːkʏrˌpɪɣθ]) — община на севере Исландии в регионе Нордюрланд-Эйстра. В 2022 году в общине на 597,5 км² проживало 1860 человек.

## История
Община была образована 7 июня 1998 года в результате слияния городской общины Дальвика — Дальвикюркёйпстадюр (исл. Dalvíkurkaupstaður) с двумя сельскими общинами Сварфадардальсхреппюр (исл. Svarfaðardalshreppur) и Аурскоугсхреппюр (исл. Árskógshreppur).

## География
Община находится в регионе Нордюрланд-Эйстра Исландии. Расположена на берегу Атлантического океана.
Территории общины находится в северной части Исландии на полуострове Трёдласкайи (исл. Tröllaskagi), выходя своей восточной частью к побережью Эйя-фьорда. Земли Дальвикюрбиггд граничат на севере с землями общины Фьядлабиггд, на юге с землями Хёргаурсвейт. На западе община граничит с Скагафьордюр, а на востоке к побережью принадлежащему Дальвикюрбиггд примыкает остров Хрисей на землях городской общины Акюрейрарбайр.
В Эйяфьярдарсвейт есть только три населённых пункта — Дальвик, Аурскоугссандюр и Хёйганес. В январе 2022 года население Аурскоугссандюр составляло 119 человек, Хёйганес — 105 человек, а в административном центре общины городе Дальвике постоянно проживало около 1360 жителей.

## Инфраструктура
По территории общины проходит участок дороги регионального значения Оулавсфьрдарвегюр 82 с туннелем Мулагёйнг и несколько дорог местного значения — Сварвадардальсвегюр 805, Тунгювегюр 806, Скидадальсвегюр 807, Аурскоугссандрсвегюр 808, Хёйганесвегюр 809.
Неподалёку от Дальвикюрбиггд, в Акюрейри есть международный аэропорт.
Есть два порта — в Дальвике и Аурскоугарсандюр. Кроме того, есть частная гавань в Хёйганес. Порты в Дальвикюрбиггд предоставляют все общие портовые услуги для рыболовных судов, паромов, круизных судов и небольших яхт. Работают регулярные морские грузопассажирские паромные переправы Гримсей—Дальвик (между портом в Дальвике и островом Гримсей за полярным кругом) и Аурскоугарсандюр-Хрисей (между портом в Аурскоугарсандюр и островом Хрисей в Эйя-фьорде). Паромная переправа в зимнее время в плохую погоду, когда прерывается авиасообщение, обеспечивает транспортную доступность этих двух островов.

## Население
На январь 2022 года численность населения составляет 1860 человек, из них бо́льшая часть населения проживает в административном центре — Дальвике. Плотность населения составляет 3,113 чел. на км².
Источник: Mannfjöldi eftir kyni, aldri og sveitarfélögum 1998-2021 (исл.). hagstofa.is. Reykjavík: Hagstofa Íslands [Статистическая служба Исландии]. Дата обращения: 16 августа 2022.
Половой состав:
- 951 мужчина, что составляет 51,1 % от общего числа;
- 909 женщин, что составляет 48,9 % от общего числа.

Возрастной состав:
- 0—9 лет — 226 чел.
- 10—19 лет — 229 чел.
- 20—29 лет — 251 чел.
- 30—39 лет — 219 чел.
- 40—49 лет — 212 чел.
- 50—59 лет — 258 чел.
- 60—69 лет — 219 чел.
- 70—79 лет — 148 чел.
- 80—89 лет — 90 чел.
- Старше 90 лет — 8 чел.

## Галерея

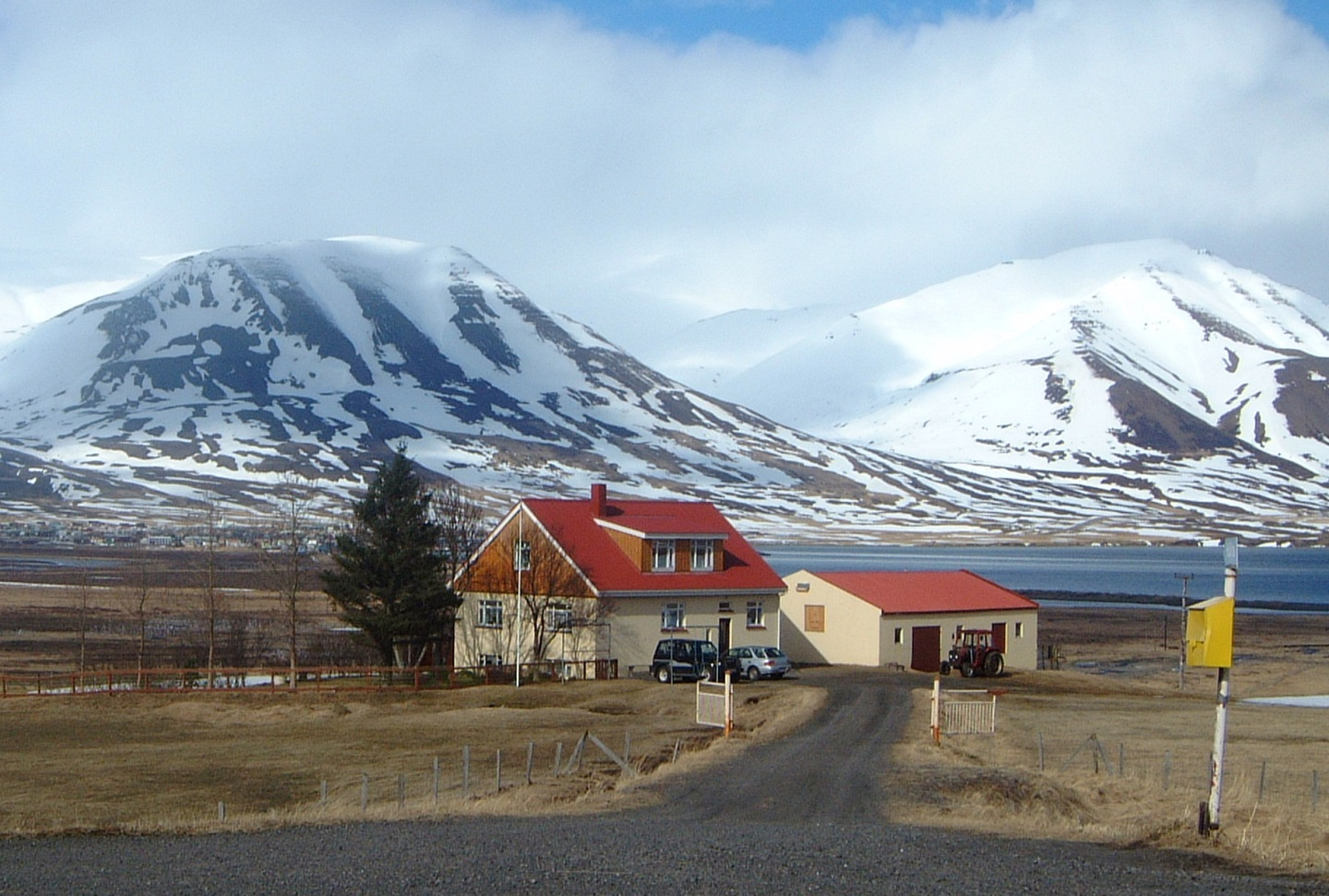
Горный хребет в Сварвадардалюр
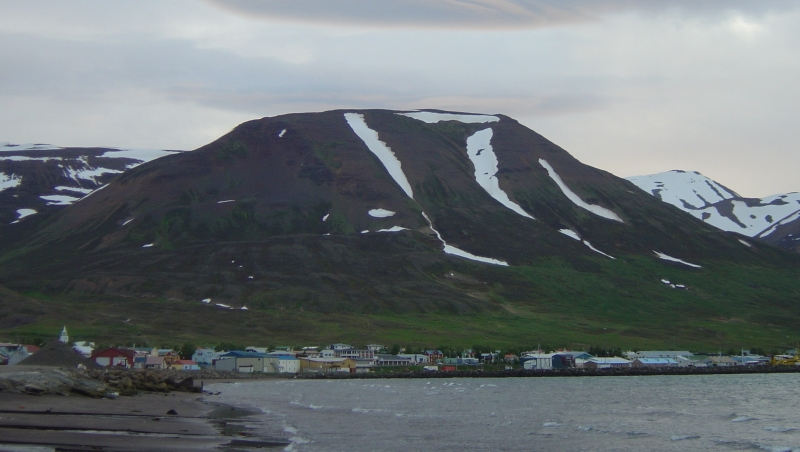
Гавань Дальвика
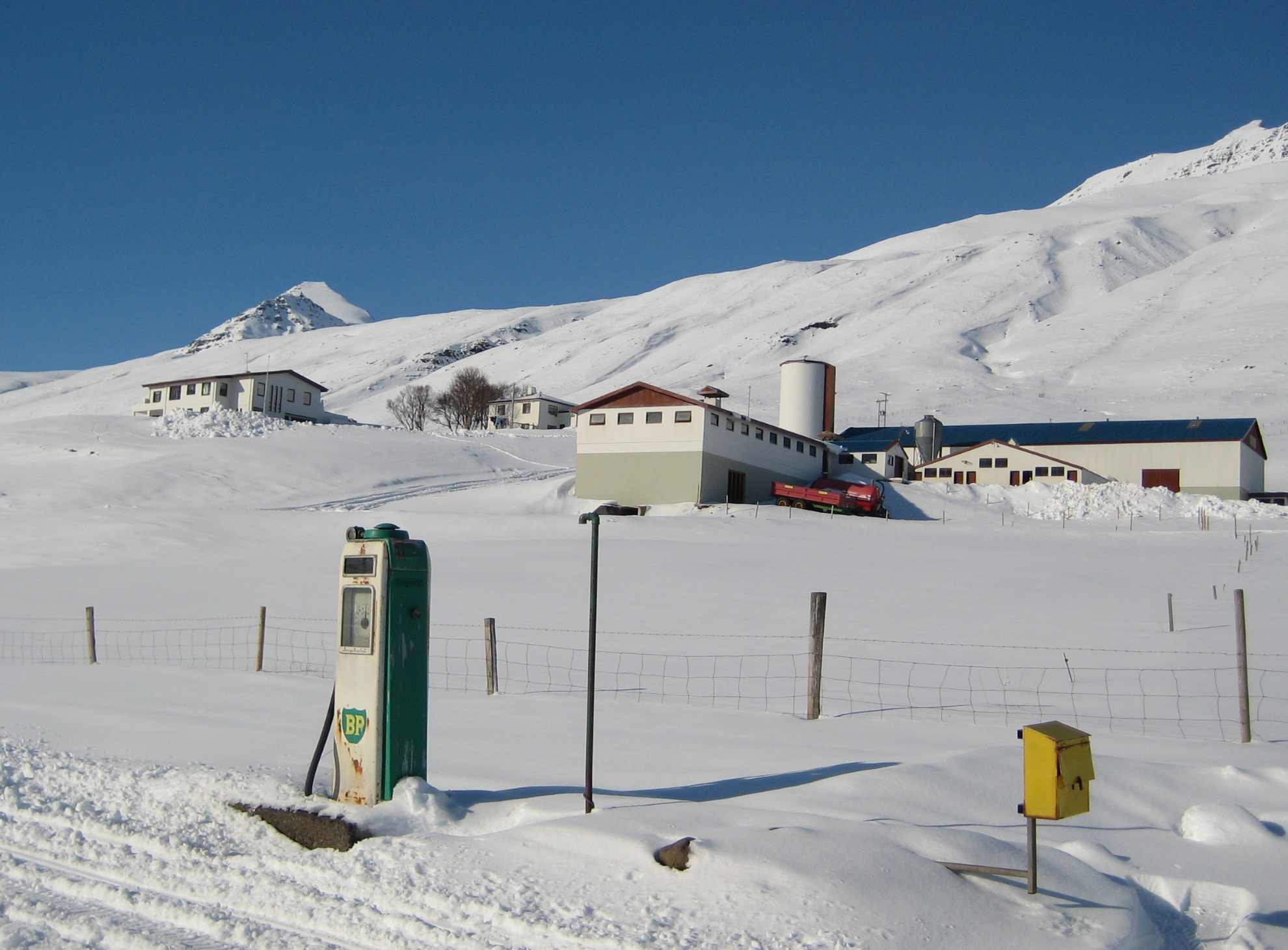
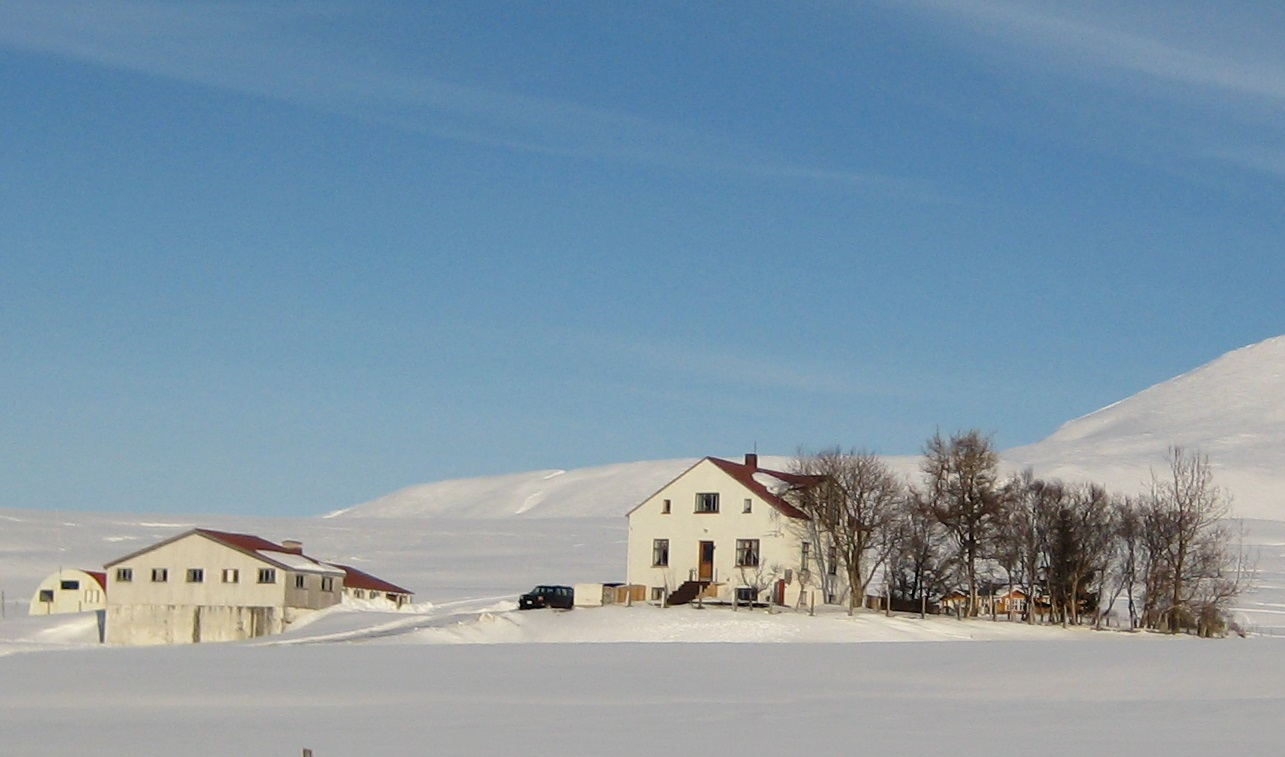
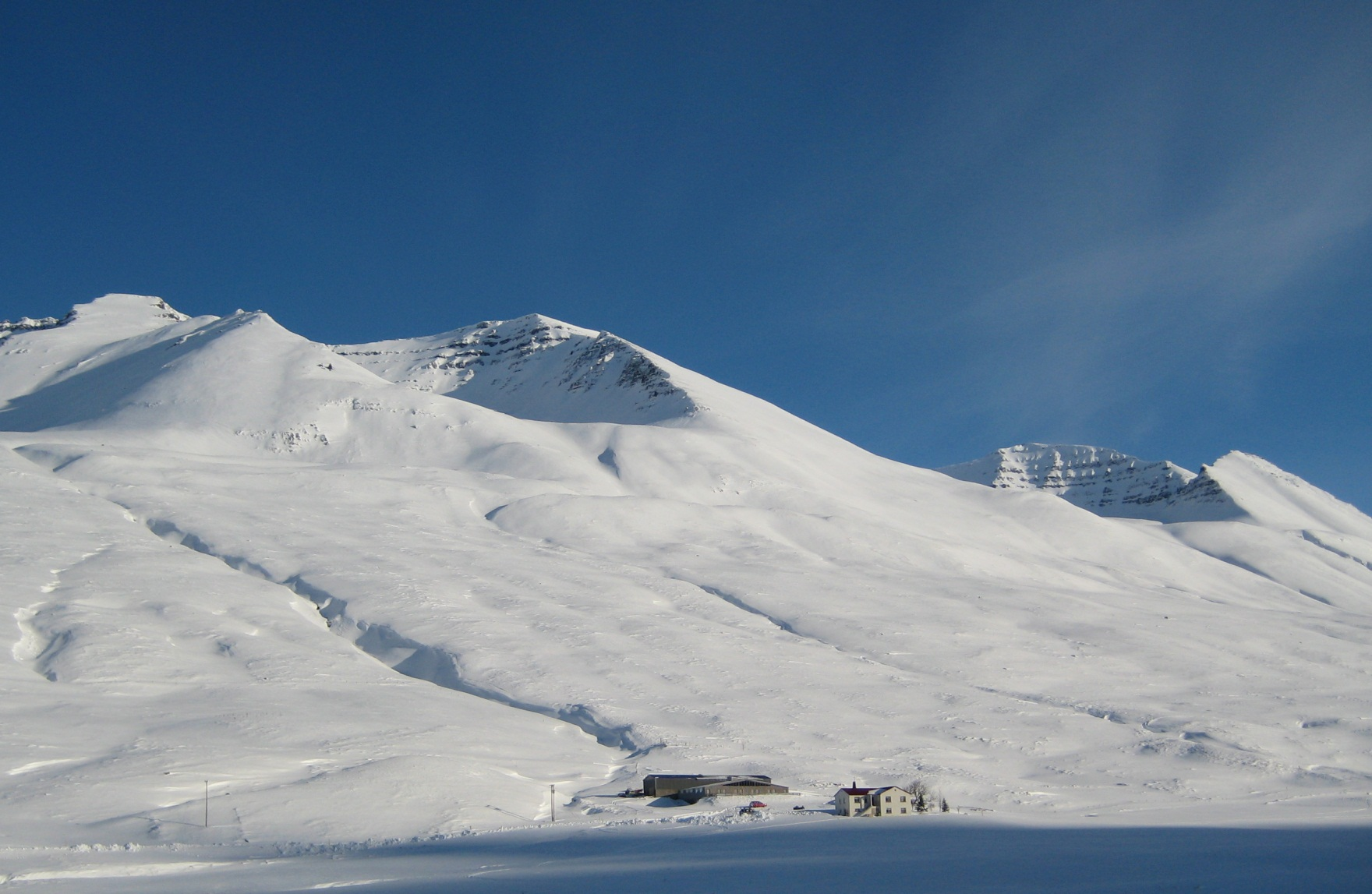
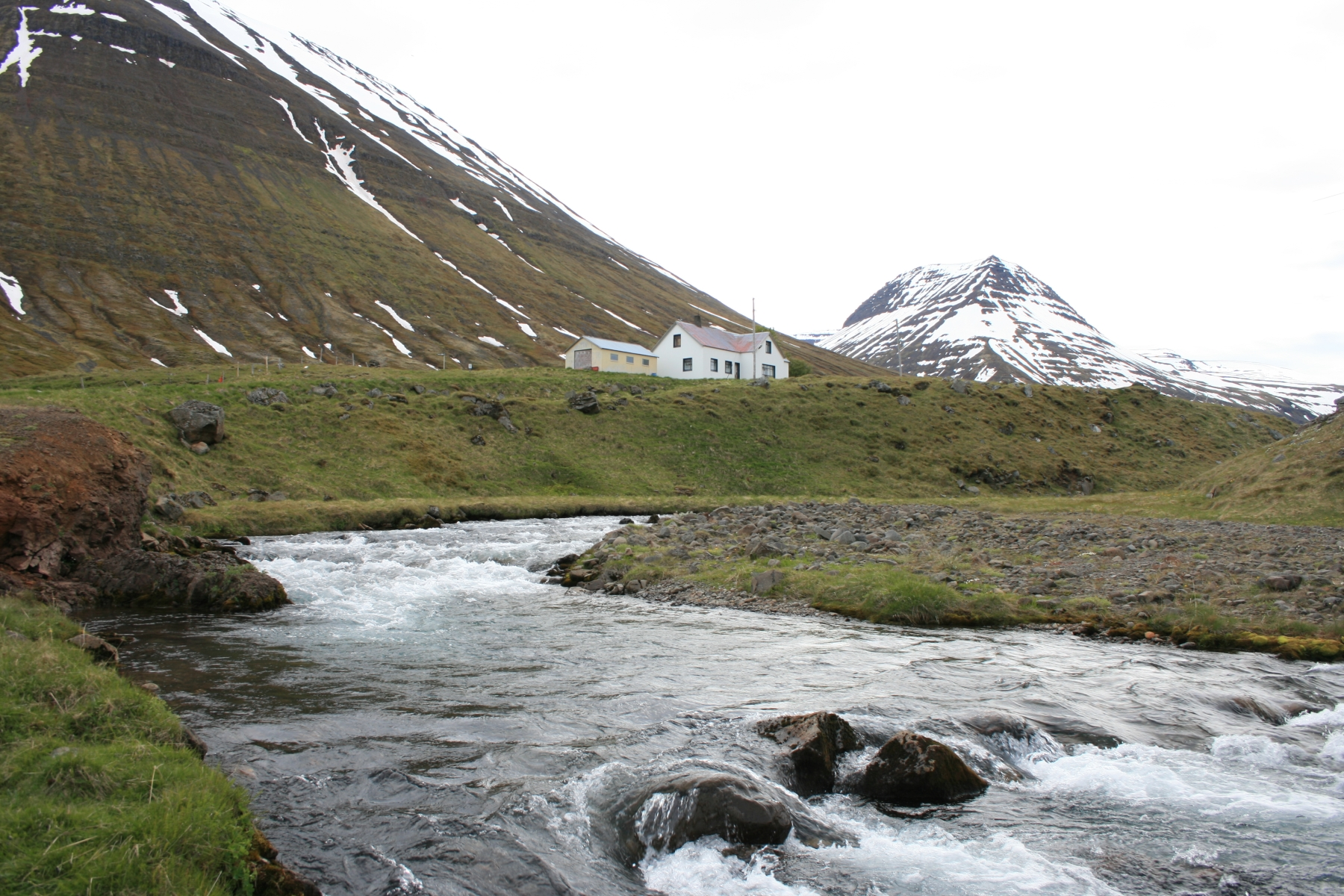
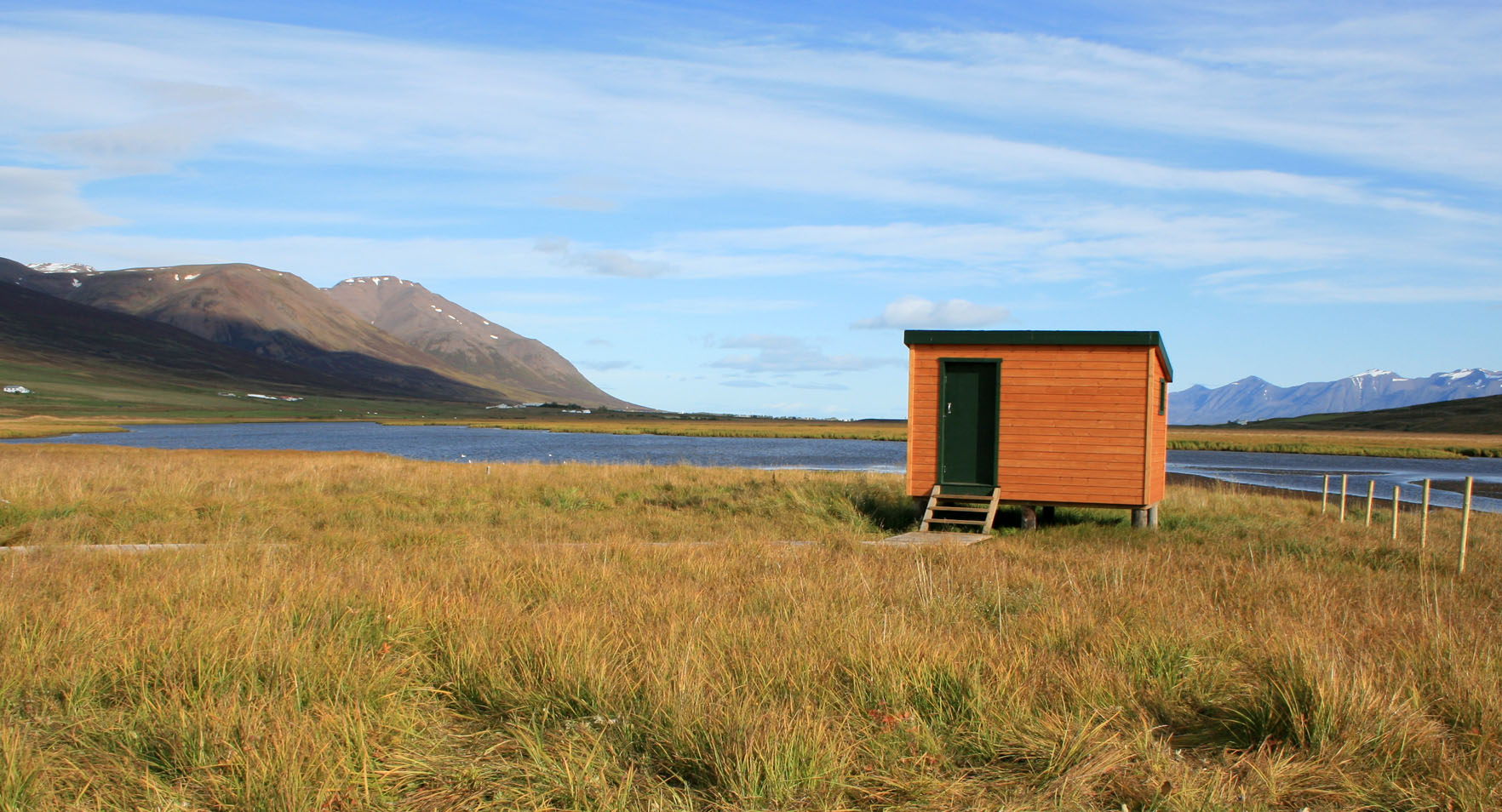